# علم اجتماع الوعي البشري
علم اجتماع الوعي البشري (بالإنجليزية: sociology of human consciousness)‏ أو علم اجتماع الوعي (بالإنجليزية: sociology of consciousness)‏ يستخدم نظريات ومنهجية علم الاجتماع لاستكشاف وفحص الوعي.